# Sarah Wild
Sarah Wild (Jena) is dj en muziekproducent gevestigd in Berlijn. Aanvankelijk was zij  een organisator van underground raves, later heeft Sarah Wild zich gevestigd als een prominente figuur in de elektronische muziekwereld. Wilds dj-sets bevatten vaak een blend van techno, trance en acid house. Haar -sets worden gekarakteriseerd door acid baslijnen, piano-elementen en een diepe verbondenheid met elektronische dansmuziek.

## Vroege leven en achtergrond
Sarah Wild groeide op in Jena, een stad in het voormalige Oost-Duitsland, bekend om zijn levendige elektronische muziekscene. Haar vader, een lid van een surfrockband, nam haar van jongs af aan mee op tournee, waardoor ze al vroeg in aanraking kwam met de wereld van live muziek. Omgeven door muziek gedurende haar jeugd, leerde Sarah saxofoon en piano spelen, met steun van haar grootmoeder, die ook zangdocente was. Ze speelde in verschillende bands en nam deel aan jazzprojecten voordat ze haar passie voor elektronische dansmuziek ontdekte.

## Carrière
Sarah Wild begon haar solo-project in 2016 en werd al snel een bekende figuur in de elektronische muziekscene van Berlijn. Ze heeft opgetreden in verschillende landen, waaronder Mexico, Panama, Guatemala en de VS, en heeft erkenning gekregen voor haar dynamische DJ-sets die acid baslijnen combineren met melodische piano-elementen.
Sarah heeft muziek uitgebracht op gerenommeerde labels zoals Permanent Vacations, Feines Tier en haar eigen label Midnight Operators. Haar debuutalbum My Body Flows In Gravity werd uitgebracht in februari 2025, en toont een mix van dromerige, trance-geïnspireerde nummers en een diepe liefde voor de dansvloer.

## Muzikale stijl en invloeden
De muziek van Sarah Wild combineert verschillende elementen van elektronische dansmuziek, met de nadruk op acid baslijnen en pianogedreven melodieën. Haar geluid weerspiegelt zowel nostalgische invloeden uit de vroege trance- en housemuziek, als een hedendaagse rand die resoneert met moderne dansvloeren. Haar werk wordt vaak beschreven als energiek, emotioneel en diep meeslepend.

## Discografie
Album
- My Body Flows In Gravity (2025)

Singles
- Planet Glitch EP (2021)
- Kissing on the Dancefloor EP (2022)
- 7AM Love (2024)
- Rush (2024)
- Draw Me In (2024)
- Night Shift (2024)

## Touren en optredens
Sinds de lancering van haar solo-project in 2016 heeft Sarah Wild uitgebreid op tournee geweest door Europa en daarbuiten. Ze heeft opgetreden in clubs, festivals en underground evenementen in steden zoals Berlijn, Mexico-Stad, Panama-Stad en New York.